# Sant'Arsenio (Italia)
Sant'Arsenio è un comune italiano di 2 636 abitanti della provincia di Salerno in Campania.

## Geografia fisica
- Classificazione sismica: zona 2 (sismicità media), Ordinanza PCM. 3274 del 20/03/2003.

## Storia
La fondazione di Sant'Arsenio è incerta, ma tradizione vuole sia da attribuire a un'emigrazione teggianese, e ciò è ben possibile considerando che fra VIII e IX secolo d.C. il Vallo di Diano e quindi anche Teggiano furono soggetti alle incursioni saracene, conseguenza delle quali la nascita o l'ingrandimento di centri abitati, come Sala Consilina, che a quel tempo era solo un piccolo villaggio e che si sviluppò per via di emigrazioni dai vicini centri di Marcellianum e Cosilinum funestati dai Saraceni. Così deve essere avvenuto anche per Sant'Arsenio: i Teggianesi, costretti a emigrare, fondarono Sant'Arsenio, cui primo nucleo fu sicuramente il borgo "Serrone", chiamato così per la sua posizione serrata fra le montagne, e adatto quindi a nascondervisi. I Teggianesi però non erano soli, altrimenti non si spiegherebbero il nome dato al paese e i culti di stampo orientale quivi introdotti e di cui resta ampia testimonianza: con loro v'erano i monaci basiliani, che proprio a causa delle incursioni saracene si spinsero dalla costa verso l'entroterra dell'Italia meridionale. Questi appartenevano probabilmente alla congregazione di San Scenute, da cui l'appellativo di Scenuddi per indicare i Santarsenesi. I basiliani edificarono probabilmente un cenobio dedicato a Sant'Arsenio il Grande, da cui il paese prese il nome, sul Serrone, presso il quale sono presenti piccole laure, che presumibilmente fungevano da celle eremitiche. A essi sono da attribuire anche le chiese di Santa Sofia e di San Cono il Taumaturgo, oggi non più esistenti, del Salvatore, sul Serrone, e tutti i culti oggi scomparsi, ma attestati, a santi orientali, tra cui Sant'Apollonia, Santa Caterina d'Alessandria e Sant'Arsenio martire, che fino alla seconda metà del Settecento, quando il culto per Sant'Anna ancora non si era ben affermato, era compatrono di Sant'Arsenio insieme a Sant'Arsenio abate (il Grande) e si festeggiava il 4 ottobre.
Al 1136 risale il primo documento scritto oggetto del quale è Sant'Arsenio: si tratta dell'atto di donazione del casale alla badia della SS. Trinità di Cava de' Tirreni da parte del conte di Marsico, Silvestro Guarna. Esso è di grandissima importanza dal punto di vista storiografico; attesta infatti la presenza di chiese, fra le quali quella matrice, o l'utilizzo di determinati toponimi in quell'anno.
Dal 1811 al 1860 ha fatto parte del circondario di Polla, appartenente al Distretto di Sala del Regno delle Due Sicilie.
Dal 1860 al 1927, durante il Regno d'Italia ha fatto parte del mandamento di Polla, appartenente al Circondario di Sala Consilina.

### Simboli
Lo stemma del comune di Sant'Arsenio, è stato riconosciuto con decreto ministeriale del 2 luglio 1915 e vi è raffigurato il santo eponimo del comune.

## Monumenti e luoghi d'interesse
Architetture Religiose
- Santuario della Madona del Carmelo, sull'omonimo Monte Carmelo
- Chiesa di Santa Maria Maggiore, il cui soffitto è decorato da tre tele mariane di Nicola Peccheneda datate 1791 e siglate[5]
- Chiesa dell'Annunziata
- Chiesa della Madonna del Carmine
- Cappella di San Sebastiano
- Cappella di San Tommaso Apostolo
- Cappella di Sant'Antonio da Padova
- Cappella di Santa Maria dei Martiri
- Cappella di San Salvatore
- Cappella di San Leonardo
- Cappella di San Rocco
- Cappella di San Vito

Architetture Civili
- Giardini Comunali
- Borgo Serrone, l'antico centro abitato
- Palazzo D'Aromando
- Palazzo Fiordelisi
- Teatro Comunale G. Amabile

## Società

### Evoluzione demografica
Abitanti censiti

### Religione
La maggioranza della popolazione è di religione cristiana appartenenti principalmente alla chiesa cattolica; il comune appartiene alla forania di Polla, della diocesi di Teggiano-Policastro.

## Infrastrutture e trasporti

### Strade
- Strada Regionale 426 Polla-S.Arsenio-S.Pietro-Innesto SS 166(per S.Rufo).
- Strada Provinciale 39/a Innesto SS 166(S.Marzano)-Prato Perillo.
- Strada Provinciale 352 Malaspina-Piane-Cannavali(S.Arsenio).

## Amministrazione
| Periodo          | Periodo          | Primo cittadino | Partito                       | Carica                  | Note        |
| ---------------- | ---------------- | --------------- | ----------------------------- | ----------------------- | ----------- |
| 23 aprile 1995   | 13 giugno 2004   | Donato Pica     | Partito Popolare Italiano     | Sindaco                 | [ 8 ] [ 9 ] |
| 13 giugno 2004   | 12 giugno 2009   | Arsenio Pecora  | Lista Civica - centrosinistra | Sindaco                 | [ 10 ]      |
| 12 giugno 2009   | 26 maggio 2014   | Nicola Pica     | Partito Democratico           | Sindaco                 | [ 11 ]      |
| 26 maggio 2014   | Decaduto 12/2016 | Antonio Coiro   | Lista Civica                  | Sindaco                 | [ 12 ]      |
| 24 novembre 2016 | 12 giugno 2017   | Ada Ferrara     | Commissario prefettizio       | Commissario prefettizio | [ 13 ]      |
| 12 giugno 2017   | in carica        | Donato Pica     | Lista Civica                  | Sindaco                 | [ 14 ]      |

### Altre informazioni amministrative
Il comune fa parte della Comunità montana Vallo di Diano e dell'Unione dei comuni Sant'Arsenio, San Rufo e San Pietro al Tanagro.
Le competenze in materia di difesa del suolo sono delegate dalla Campania all'Autorità di bacino interregionale del fiume Sele.

## Sport
Sul territorio santarsenese sono presenti molte associazioni sportive per la pratica di Calcio, Pallavolo, Basket, Baskin, Tennis, Krav Maga, Danza sportiva e Danza Acrobatica.

### Impianti sportivi
- Stadio Comunale "Fratelli Cardiello"
- Campetti da calcio e tennis (outdoor)
- Campetti da calcio e pallavolo "Don Antonio" (outdoor)
- Palestra comunale per la pallavolo e il basket (indoor)
- Campetto "Wancolle" per basket (outdoor)
- Palazzetto dello sport "Palainsieme" per Calcio a 5, danza acrobatica e Krav Maga (indoor)